# Viereck (Vorpommern)
Die Gemeinde Viereck liegt im Landkreis Vorpommern-Greifswald im Osten Mecklenburg-Vorpommerns (Deutschland). Die Gemeinde wird vom Amt Uecker-Randow-Tal mit Sitz in der Stadt Pasewalk verwaltet.

## Lage
Die Gemeindefläche reicht vom Ostufer der Uecker bis zum Randowtal. Das Gebiet um Viereck ist flach und sehr waldreich (Anteil an der Ueckermünder Heide). Nördlich von Viereck liegt der große Truppenübungsplatz Jägerbrück (Stallberg-Drögeheide-Spechtberg-Karpin) sowie bei der Ernst-Thälmann-Siedlung die Kürassier-Kaserne, in der das Panzergrenadierbataillon 411 stationiert ist.
Umgeben wird Viereck von den Nachbargemeinden Torgelow im Norden, Eggesin und Hintersee im Nordosten, Rothenklempenow im Osten, Koblentz im Südosten, Krugsdorf im Süden, Pasewalk im Südwesten, Jatznick im Westen sowie Hammer a. d. Uecker im Nordwesten.

## Gemeindegliederung
Zur Gemeinde gehören die folgenden acht Ortsteile:
- Borken
- Ernst-Thälmann-Siedlung
- Marienthal
- Riesenbrück
- Rödershorst
- Stallberg
- Uhlenkrug
- Waldfrieden

sowie die folgenden vier Wohnplätze:
- Ausbau
- Kuhlmorgen
- Neuenkrug
- Weidehof

Eingemeindungen
Stallberg und Uhlenkrug wurden am 1. Juli 1950 eingemeindet. Marienthal kam am 1. Januar 2002 hinzu.

## Geschichte
Die Ortschaft Viereck wurde nach einem Aufruf Friedrichs des Großen im Jahr 1748 von 10 Siedlerfamilien aus der Pfalz gegründet. Von den zahlreichen damals in Pommern und Brandenburg gegründeten pfälzischen Kolonien haben sich nur Viereck, die Doppelkolonie Wilhelmine-Coccejendorf und Hoppenwalde bis in die Gegenwart erhalten. Nur in Viereck wird bis heute die „Vierecksch“ genannte pfälzische Mundart gesprochen.
Der zunächst „Jägersberg“ genannte Ort wurde bereits 1751 zu Ehren des für die Kolonisten zuständigen Staatsministers Adam Otto von Viereck umbenannt. Aus der Gründungszeit sind in Viereck einige unter Denkmalschutz stehende Wohnhäuser erhalten.
Der Ort Viereck liegt 7 km nordöstlich von Pasewalk.

## Gemeindevertretung und Bürgermeister
Der Gemeinderat besteht aus 9 Mitgliedern (inkl. Bürgermeister). Die Wahl zum Gemeinderat am 9. Juni 2024 hatte folgende Ergebnisse:
| Partei/Bewerber                  | Prozent der gültigen Stimmen | Sitze |
| -------------------------------- | ---------------------------- | ----- |
| Bürgergemeinschaft Viereck (BGV) | 37,39                        | 3     |
| Wählergemeinschaft Viereck (WG)  | 37,23                        | 3     |
| AfD                              | 15,28                        | 1     |
| Die Linke                        | 10,09                        | 1     |

Bürgermeister der Gemeinde ist seit 2024 Karsten Joachim (Wählergemeinschaft Viereck).

## Dienstsiegel
Die Gemeinde verfügt über kein amtlich genehmigtes Hoheitszeichen, weder Wappen noch Flagge. Als Dienstsiegel wird das kleine Landessiegel mit dem Wappenbild des Landesteils Vorpommern geführt. Es zeigt einen aufgerichteten Greifen mit aufgeworfenem Schweif und der Umschrift „GEMEINDE VIERECK * LANDKREIS VORPOMMERN-GREIFSWALD“.

## Religion

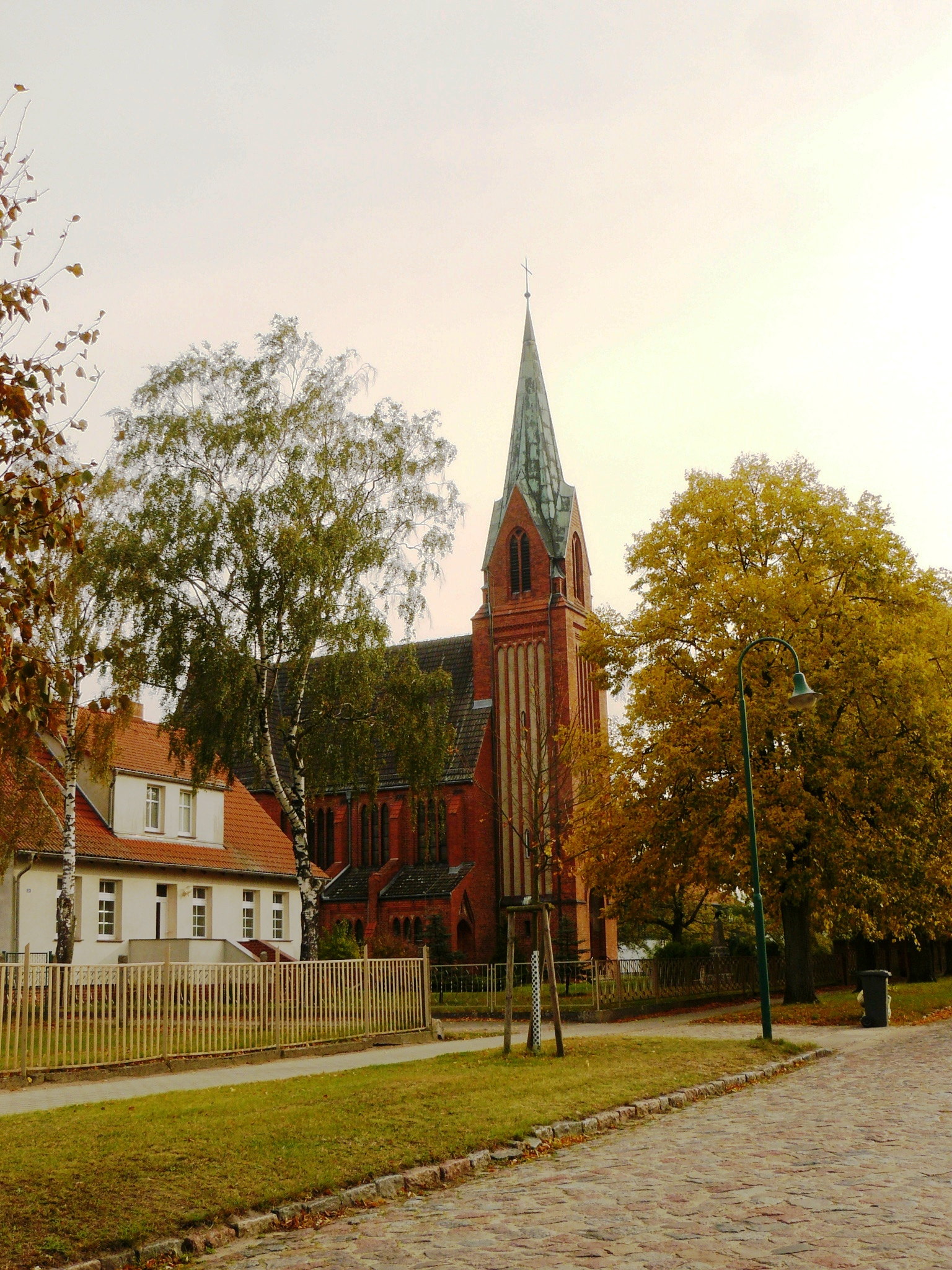
Die im Jahr 1911 neu erbaute katholische Kirche Mariä Geburt
in Viereck; Blick von Südwesten

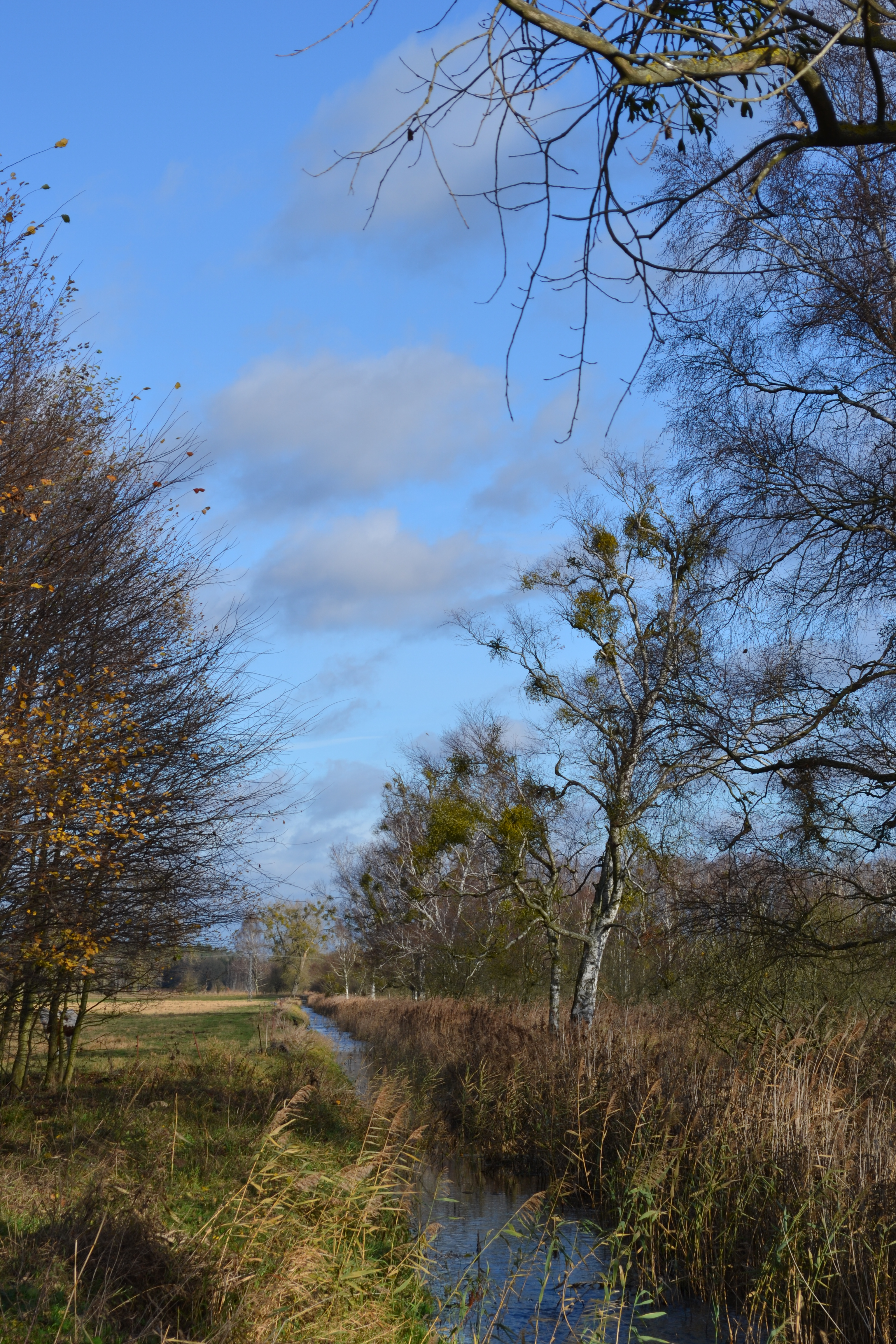
Die Randow bei Borken

Von katholischen Siedlern gegründet, ist Viereck bis heute ein katholischer Ort in evangelischer Umgebung. Bereits hundert Jahre nach der Gründung des Ortes errichteten die Siedler 1848 mit einfachsten Mitteln ein erstes Kirchengebäude. Die heutige katholische Kirche Mariä Geburt wurde vom Berliner Architekten August Kaufhold geplant und im Jahr 1911 im neugotischen Baustil aus Backsteinen erbaut. Sie steht als Baudenkmal unter Denkmalschutz. Die Kirchengemeinde Viereck gehört seit 2004 zur St.-Otto-Gemeinde in Pasewalk.

## Sehenswürdigkeiten
- Neogotische Kirche Mariä Geburt (1911) in Viereck, Kirchstraße 21
- Gutshaus in Borken im Bereich der Randowniederungen

## Verkehrsanbindung
Viereck liegt an der Landesstraße 321 von Pasewalk nach Torgelow, über die der Ort mit der Buslinie 901 zu erreichen ist. Der nächste Bahnhof befindet sich in Pasewalk. Durch Viereck verläuft der Radfernweg Berlin–Usedom. Viereck (Vorpommern) lag mit dem Bahnhof Uhlenkrug an der Bahnstrecke Pasewalk–Gumnitz.

## Wirtschaft
In Viereck ist das Panzergrenadierbataillon 411 der Bundeswehr stationiert.

## Persönlichkeiten
- Paul Holz (1883–1938), Zeichner, geboren im Ortsteil Riesenbrück